# Alle sterben, auch die Löffelstöre
Alle sterben, auch die Löffelstöre ist ein Roman von Kathrin Aehnlich. Er erzählt von der lebenslangen Freundschaft zwischen Paul und Skarlet und ihrem Aufwachsen in der DDR.

## Handlung
Am 30. Dezember erreicht Skarlet Bucklitzsch die Nachricht, dass Paul (eigentlich Jean-Paul) Langanke, ihr Freund seit Kindergartentagen, gestorben ist. Bei Paul wurde etwa zehn Monate zuvor ein inoperabler Leber- und Bauchspeicheldrüsenkrebs diagnostiziert. Paul war seit Kurzem mit Judith verheiratet, und bald nach der Diagnose wurde sein Sohn Lukas geboren. Judith überreicht Skarlet Pauls letzten Brief, in dem er sie darum bittet, seine Grabrede zu halten.
Im Folgenden entwickelt sich die Handlung auf zwei Zeitebenen: Die Gegenwart ist für Skarlet durch die Vorbereitungen auf Pauls Beerdigung und ihre Arbeit als Pressesprecherin eines Zoos bestimmt. Die Vergangenheit ist voller Erinnerungen an Paul, vom Kindergarten über Schule, Studium, das gemeinsame Erleben des Mauerfalls, Skarlets frühe und letztlich scheiternde Ehe, Pauls späte Ehe, bis hin zu Pauls Krankheit.
Als Ort der Handlung ist, auch wenn der Name der Stadt nicht genannt wird, Leipzig erkennbar.

## Erklärung des Titels
Skarlets Chef, der Zoodirektor, ist sehr stolz auf seine erfolgreiche Löffelstör-Zucht. Als Skarlet ihm von Pauls Tod erzählt und ihn um zwei freie Tage bittet, reagiert er, nach einer Pause, nur mit: „Alle sterben, auch die Löffelstöre“. Die Wahl dieses Satzes als Titel deutet dem Leser die Verbindung von Tragik und Komik im Roman an.

## Publikationsgeschichte
Nach einigen Erzählungen und Arbeiten für den Hörfunk war Alle sterben, auch die Löffelstöre Aehnlichs Debüt als Romanautorin. Die Erstausgabe erschien 2007 im Arche Verlag in Zürich. Im Jahr darauf folgte die Taschenbuchausgabe im Münchner Piper Verlag, der den Roman 2016 auch als E-Book herausbrachte. 2009 erschien eine polnische Ausgabe unter dem Titel Wszyscy umieraja̜, łyżkowce również, übersetzt von Magdalena Modlinska-Nawroth. Der Anfang von Kapitel 2 erschien zudem in der englischen Übersetzung von Edna McCown in der Literaturzeitschrift Words Without Borders.

## Rezeption
Auf den Roman gab es eine breite und weit überwiegend positive Reaktion der Literaturkritik. Neben der anschaulichen Darstellung des Aufwachsens in der DDR und der berührenden Schilderung der Freundschaft wurde dabei häufig die gekonnte Verbindung von Humor und Trauer hervorgehoben.

„Das Buch überzeugt, weil die Autorin die Figuren mit Sympathie eigensinnig sein lässt, sie respektvoll begleitet, und dies in einem leichten Stil ohne Pathos.“